# Campaña presidencial de Simone Tebet en 2022
La campaña presidencial de Simone Tebet en 2022 para la presidencia de Brasil se oficializó el 27 de julio de 2022 en Brasilia. El vicio en el plato será Mara Gabrilli.
Simone Tebet se presentó como precandidata a la presidencia de Brasil en las elecciones de 2022 con una precampaña centrista y social liberal en la llamada “ tercera vía ”. Desde que puso su nombre como precandidata a la presidencia, sectores del MDB han defendido que el partido no debe lanzar candidatura y apoyar a Lula .

## Candidatura

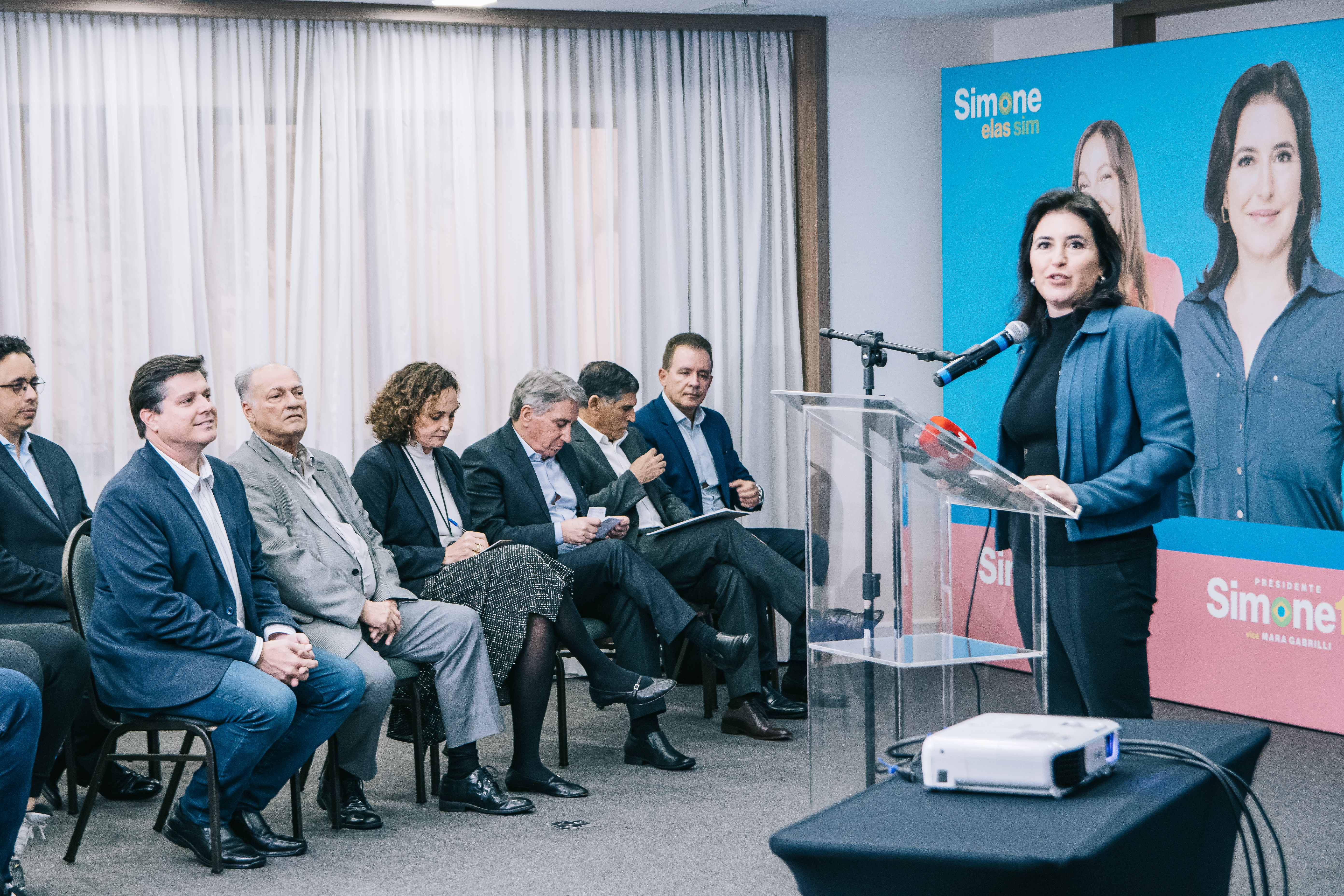
Simone Tebet presentando su plan de gobierno

El Movimiento Democrático Brasileño, en una convención virtual, oficializó la candidatura de Simone Tebet para la presidencia de la República, en Brasilia, el 27 de julio de 2022. El MDB está dividido, porque parte de la dirección del partido defiende el apoyo a Lula, pero la candidatura de Simone Tebet cuenta con el respaldo del presidente nacional del MDB, Baleia Rossi . Y, tras los ataques de Lula a sectores del MDB, el partido difundió una nota firmada por líderes de 19 estados reiterando su apoyo al senador.

## Resultado de las elecciones

### Presidenciales
| año electoral | Candidato    | Primer turno       | Primer turno         | Segunda ronda      | Segunda ronda        |
| año electoral | Candidato    | # de votos totales | % del total de votos | # de votos totales | % del total de votos |
| ------------- | ------------ | ------------------ | -------------------- | ------------------ | -------------------- |
| 2022          | Simone Tebet |                    |                      |                    |                      |